# Quintus Lutatius Catulus den yngre
Quintus Lutatius Catulus  (den yngre), med tillnamnet Capitolinus, född cirka 121 f.Kr., död cirka 60 f.Kr., var en romersk konsul och byggherre, son till Quintus Lutatius Catulus (den äldre) som var konsul år 102 f.Kr.
Han själv blev konsul 78 f.Kr. och censor 65 f.Kr. Catulus var ansvarig för återuppbyggandet av Jupitertemplet på Capitolium, som hade brunnit ner 83 f.Kr. och vars nya version han invigde 69 f.Kr., liksom för uppförandet av Roms nya statsarkiv, Tabularium.